# إجاص أليف الجفاف
إجاص أليف الجفاف (الاسم العلمي:Pyrus xerophila) هو نوع من النباتات يتبع جنس الإجاص من الفصيلة الوردية.